# Нодар Думбадзе
Нодар Думбадзе (на грузински: ნოდარ დუმბაძე) е грузински писател, журналист и сценарист.

## Биография и творчество
Роден е на 14 юли 1928 година в Тифлис. През 1950 година завършва икономика в Тбилиския университет, където работи до 1957 година. След това е сътрудник на няколко списания, както и на киностудиото „Картули Пилми“. Придобива известност с поредица от романи, най-вече първия от тях – „Аз, баба, Илико и Иларион“ („მე, ბებია, ილიკო და ილარიონი“; 1960).
Нодар Думбадзе умира на 4 септември 1984 година в Тбилиси.

## Произведения

### Самостоятелни романи и повести
- Я, бабушка, Илико и Илларион (1960)
Аз, баба, Илико и Иларион, изд.: „Отечество“, София (1989), прев. Антоанета Бежанска и Мая Чолакова
- Я вижу солнце (1962)
Аз виждам слънцето, изд.: „Георги Бакалов“, Варна (1976), прев. Росен Тренков
- Солнечная ночь (1967)
- Не бойся, мама! (1969)
Не се страхувай, мамо, изд.: „Народна младеж“, София (1982), прев. Бистра Паскалева
- Белые флаги (1973)
Белите флагове, изд.: „Хр. Г. Данов“, Пловдив (1977), прев. Константин Коняров
- Закон вечности (1978)
Законът на вечността, изд.: „Народна култура“, София (1982), прев. Златко Стайков
- Кукарача (1981) – разкази и повести
Кукарача, изд.: „Народна култура“, София (1982), прев. Гюлчин Чешмеджиева

### Разкази
частично представяне
- Мать ()
Старата майка, изд. сп. „Български писател “ (1997), прев. Доля Петринска
- Голос добрый (1975)
- За бессмертие Родины (1977)
- Родина (1981)